# Территориальная прелатура Тефе
Территориальная прелатура Тефе (лат. Praelatura Territorialis Tefensis) — территориальная прелатура Римско-католической церкви c центром в городе Тефе, Бразилия. Территориальная прелатура Тефе входит в митрополию Манауса. Кафедральным собором территориальной прелатуры Тефе является собор святой Терезы.

## История
23 мая 1910 года Святой Престол учредил апостольскую префектуру Тефе, выделив её из епархии Амазонаса (сегодня — Архиепархия Манауса).
22 мая 1931 года апостольская префектура Тефе передала часть своей территории территориальной прелатуре Журуа (сегодня — Епархия Крузейру-ду-Сула).
11 августа 1950 года апостольская префектура Тефе была преобразована в территориальную прелатуру.

## Ординарии территориальной прелатуры
- священник Miguel Alfredo Barat, C.S.Sp.[1] (16.08.1910 — 1946);
- епископ Joaquim de Lange, C.S.Sp. (19.07.1946 — 15.12.1982);
- епископ Mário Clemente Neto, C.S.Sp. (15.12.1982 — 19.10.2000);
- епископ Sérgio Eduardo Castriani, C.S.Sp. (19.10.2000 — 12.12.2012), назначен архиепископом Манауса;
- епископ Fernando Barbosa dos Santos, C.M. (с 14.05.2014[2]).

## Источник
- Annuario Pontificio, Libreria Editrice Vaticana, Città del Vaticano, 2003, ISBN 88-209-7422-3